# Gál Kinga
Gál Kinga (Kolozsvár, 1970. szeptember 6. –) jogász, fideszes politikus, európai parlamenti képviselő. 
Az Európai Parlament Állampolgári Jogi, Bel- és Igazságügyi Bizottságának (LIBE) alelnöke, az Emberi Jogi Albizottság tagja, a Külügyi Bizottság póttagja, továbbá az Albániával, Bosznia-Hercegovinával, Szerbiával, Montenegróval és Koszovóval fenntartott kapcsolatokért felelős küldöttség tagja, az Indiával fenntartott kapcsolatokért felelős küldöttség és a Euronest Parlamenti Közgyűlésbe delegált küldöttség póttagja. 2024 július 8-tól kezdve a Patrióták Európáért jobboldali politikai szövetség alelnöke.

## Élete
Gyermekkora nagy részét Nagyváradon töltötte. Családjával 1986-ban települt Magyarországra.
1994-ben szerzett diplomát az ELTE Állam- és Jogtudományi Karán. 1993-ban megkapta a strasbourgi Institute for Comparative Human Rights oklevelét nemzetközi emberi jogi szakon. Jelenleg a PhD-fokozat megszerzésén dolgozik a kieli Christian Albrechts Egyetemen.
1991–1994 között a Romániai Magyar Demokrata Szövetség tanácsadója volt. 1995-ben a Határon Túli Magyarok Hivatala elemzője, majd 2001–2002-ben elnökhelyettese. 1996-ban a Teleki Alapítványnál dolgozott kutatóként, majd a flensburgi székhelyű European Centre for Minority Issuesnál nemzetközi jogászként (1997–2000). 2003–2004-ben a Magyar Tudományos Akadémia elnökének főtanácsadója volt.
2004 óta európai parlamenti képviselő. 2014-ben az év képviselőjévé választotta az Európai Parlament Magazin az alapvető szabadságjogok kategóriájában. 2015-ben az Európai Néppárt madridi kongresszusán 370 szavazatot kapott, így egyike lett a párt 10 alelnökének.
2024 július 8-tól kezdve a Patrióták Európáért jobboldali politikai szövetség alelnöke.

### Szakterületei
- Állampolgári jogok, bel- és igazságügy
- Külügy
- Emberi jogok
- Kisebbségpolitika
- Nemzeti érdekérvényesítés

## Családja
Férjezett, négy fiúgyermek édesanyja.

## Főbb publikációi
- Traditional Minorities, National Communities and Languages – the issues raised in the European Parliament Intergroup 2009-2011 (Co-author: Davyth Hicks, Eplényi Kata), Published by Kinga Gál, Brussels, December 2011.
- Az európai kulturális sokszínűség régi és új arcai , in: Örökség a jövőnek – Nemzetközi Konferencia, Magyar Országgyűlés, 2010. november 25, előadások, Budapest, 2011
- National Minorities in Inter-State Relations: Commentary from Country Perspective , in: National Minorities in Inter-State Relations, edited by Francesco Palermo – Natalie Sabandze, Leiden, Boston, 2011
- Kulcsidő. Gál Kingával beszélget Csűrös Csilla; Kairosz, Bp., 2010 (Magyarnak lenni)
- The European Parliament Intergroup for Traditional Minorities, National Communities and Languages, 2009–2014 , in: Europäisches Journal für Minderheitenfragen, EJM 3–4 (2010)
- Minority Governance at the Threshold of the 21st Century (ed.), ECMI, Flensburg – Open Society Institute, Budapest, October 2002.
- Staatsangehörigkeit in Ungarn heute , in: Osteuropa, Zeitschrift für Gegenwartsfragen des Ostens, 52. Jg., 6/2002, Deutsche Verlags Anstalt Stuttgart, 2002
- Aktuelle Autonomiekonzepte ungarischer Minderheiten in Ostmitteleuropa , in: Adriányi, Glassl, Völkl, Borbándi, Brunner, Ungarn-Jahrbuch, Zeitschrift für die Kunde Ungarns und verwandte Gebiete, München, 2002
- Legal and Political Aspects of Protecting Minorities in Southeastern Europe in the Context of European Enlargement , in: Wim van Meurs, Beyond EU Enlargement, Bertelsmann Foundation Publishers, Gütersloh, 2001
- The Council of Europe's Framework Convention for the Protection of National Minorities and its Impact on Central and Eastern Europe, in: Journal on Ethnopolitics and Minority Issues in Europe, Winter 2000.
- The New Slovak language law: Internal or External Politics? (Co-author: Farimah Daftary), ECMI Working Paper # 8, pp. 71, Flensburg, September 2000.
- Innere Selbstbestimmung – Aktuelle Autonomiekonzepte der Minderheiten in Rumanien , in: Löwe, Tontsch und Troebst, Minderheiten, Regionalbewusstsein und Zentralismus in Ostmitteleuropa, Böhlau Verlag Köln Weimar Wien, 2000
- Minoritätenprobleme in Ungarn und Rumänien, in: Neuss, Beate, Peter Jurczek and Wolfram Hilz (eds.) Transformationsprozesse im suedlichen Mitteleuropa – Ungarn und Rumänien. Beiträge zu einem politik- und regional-wissenschaftlichen Symposium an der TU Chemnitz. Occasional papers no. 20, Tuebingen: Europäisches Zentrum für Föderalismus- Forschung, pp.  31–41, 1999
- The role of the bilateral treaties in the protection of national minorities in Central and Eastern Europe, Helsinki Monitor, Quarterly on Security and Cooperation in Europe, Volume 10 No.3, pp.  73–90, 1999
- Implementing the Framework Convention for the Protection of National Minorities (Co-author: María Amor Martín Estébanez), Flensburg, Germany, 12-14 June 1998. ECMI Report #3, pp. 96, August 1999.
- Bilateral Agreements in Central and Eastern Europe: A New Inter-State Framework for Minority Protection?, ECMI Working Paper # 4, pp.  22, Flensburg, May 1999
- A Román Parlament elé terjesztett kisebbségi törvény-tervezetek összehasonlítása, Magyar Kisebbség, III. évfolyam, 1-2 szám, pp.  244–255, Kolozsvár, 1997
- Kisebbségvédelem a nemzetközi jogban , Magyar Kisebbség-, II évfolyam, 1-2 szám, Kolozsvár, 1996
- Önrendelkezés és önkormányzatiság Kossuth felfogásában, 1861 , Pro Minoritate, Budapest, 1991

## Díjai, elismerései
- Báthory-díj (2005)[5]